# 皮克斯敦 (南达科他州)
皮克斯敦（英語：Pickstown），是美国南达科他州下属的一座城市。根据2010年美国人口普查，该市有人口202人。论人口在本州排行第181。